# Alla Rakha

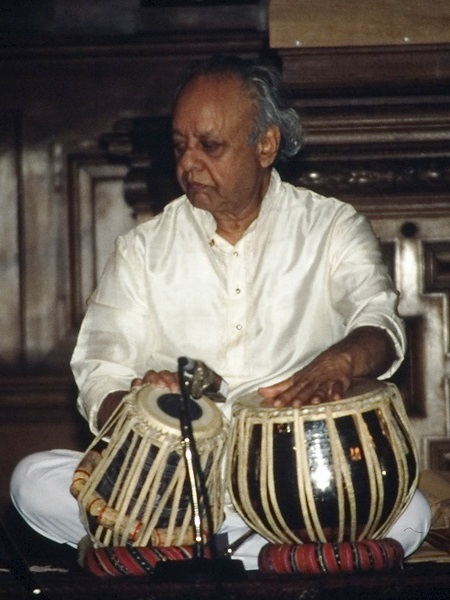
Alla Rakha (1988)

Alla Rakha (* 29. April 1919 in Phagwal bei Jammu als Allarakha Qureshi Khansaheb; † 3. Februar 2000 in Mumbai) war ein indischer Tablaspieler und Komponist, der gelegentlich auch sang und Harmonium spielte. Er gilt als der bedeutendste indische Tablaspieler des 20. Jahrhunderts.

## Leben und Werk
Alla Rakha trat im Alter von zwölf Jahren zum ersten Mal öffentlich auf. Mit 15 lernte er das Tablaspiel von Kader Baksh und Gesang von Ashiq Ali Khan. Ab 1936 machte er Aufnahmen für All India Radio in Delhi und arbeitete später auch als Komponist und Musiker für die indische Filmindustrie. Rakhas Haupttätigkeit war aber die klassische Musik. 
Durch seine Auftritte mit Ravi Shankar beim Monterey Pop Festival 1967, beim Woodstock-Festival 1969 und beim Concert for Bangladesh, wo er Shankar auf den Tablas begleitete, wurde die klassische nordindische Musik im Westen einem breiteren Publikum bekannt. In dieser Zeit spielte er auch ein Album mit den Jazzmusikern Paul Horn und Buddy Rich ein (Rich à la Rakha 1968). 
Ustad Alla Rakha gilt als der bedeutendste indische Tablaspieler des 20. Jahrhunderts. Er trug dazu bei, die Tabla auch als Soloinstrument zu etablieren. Er war Vertreter der Punjab-Gharana. Zu seinen Schülern zählte neben seinen drei Söhnen Zakir Hussain, Fazal Qureshi und Taufiq Qureshi auch Collin Walcott sowie der Drummer von Grateful Dead, Mickey Hart; auf dessen Solo-Album Rolling Thunder ist er auch zu hören. 
Alla Rakha starb im Februar 2000 im Alter von 80 Jahren in Mumbai. 